# Saint-Symphorien-des-Bois
Saint-Symphorien-des-Bois is een gemeente in het Franse departement Saône-et-Loire (regio Bourgogne-Franche-Comté) en telt 411 inwoners (2004). De plaats maakt deel uit van het arrondissement Charolles.

## Geografie
De oppervlakte van Saint-Symphorien-des-Bois bedraagt 10,6 km², de bevolkingsdichtheid is 38,8 inwoners per km².
De onderstaande kaart toont de ligging van Saint-Symphorien-des-Bois met de belangrijkste infrastructuur en aangrenzende gemeenten.

## Demografie
Onderstaande figuur toont het verloop van het inwonertal (bron: INSEE-tellingen).